# Красный гигант
Красные гиганты — звёзды, для которых характерны поздние спектральные классы и большие размеры и светимости, таким образом они занимают верхнюю правую часть диаграммы Герцшпрунга — Рассела. Они имеют протяжённые, разреженные оболочки и создают сильный звёздный ветер, а также часто проявляют переменность. Радиусы таких звёзд составляют 10—200 R⊙, светимости — 102 до 104 L⊙, а температуры — 3000—5000 K.
В ходе эволюции после главной последовательности звёзды небольшой и средней массы становятся красными гигантами: сначала попадают на ветвь красных гигантов, после схода с неё переходят в красное сгущение, оставаясь красными гигантами, или перестают быть таковыми, переходя на горизонтальную ветвь и голубую петлю. Затем звёзды снова становятся красными гигантами, переходя на асимптотическую ветвь гигантов. После этого красные гиганты сбрасывают оболочки и превращаются в белые карлики. Общая продолжительность стадии красного гиганта составляет не более 10 % срока жизни звезды, при этом красными гигантами становятся звёзды массой от 0,2 M⊙ до 10 M⊙.

## Характеристики
Красные гиганты — звёзды поздних спектральных классов: K и M, и низких температур — 3000—5000 K, поэтому они излучают в основном в красном и инфракрасном свете. Вместе с этим у красных гигантов большие радиусы — в диапазоне приблизительно 10—200 R⊙, и, как следствие, высокие светимости — от 102 до 104 L⊙, а их абсолютные звёздные величины в основном лежат в диапазоне от 0m до −3m. Красные гиганты относятся к классу светимости III и занимают верхнюю правую часть диаграммы Герцшпрунга — Рассела. В ходе эволюции (см. ниже) красными гигантами становятся звёзды с массами не менее 0,2 M⊙ и не более 10 M⊙.
Внутреннее строение красных гигантов различается в зависимости от их эволюционной стадии (см. ниже), но в любом случае в их ядрах уже исчерпан водород, а ядерное горение водорода происходит в слоевом источнике. Ядро сначала состоит из гелия и является инертным, затем в нём начинается горение гелия, при котором синтезируется углерод и кислород. Когда гелий исчерпывается, ядро красного гиганта снова становится инертным и состоит из углерода и кислорода. Оболочки красных гигантов конвективны и в некоторых случаях конвекция способна выносить элементы, синтезированные в недрах, на поверхность звезды, что может приводить к аномалиям химического состава.
Внешние слои красных гигантов протяжённы и сильно разрежены, в среднем плотность таких звёзд составляет порядка 10−4—10−3 г/см3, но у них очень плотные ядра: в определённый момент эволюции масса ядра может составлять четвёртую часть массы звезды при радиусе в 1000 раз меньше радиуса всей звезды — плотность ядра в таком случае равна 3,5⋅105 г/см3. Для красных гигантов характерен сильный звёздный ветер — на поздних стадиях темп потери массы может достигать 10−4 M⊙ в год. Часто у красных гигантов наблюдается переменность различных типов, в том числе и с высокой амплитудой, особенно у наиболее ярких из них: они могут быть миридами, полуправильными переменными и переменными других типов.
Красные гиганты часто рассматриваются вместе с красными сверхгигантами: последние крупнее и ярче, но и те, и другие звёзды относятся к поздним спектральным классам и в их спектрах наблюдаются полосы поглощения молекул. Красные гиганты и сверхгиганты имеют очень плотные небольшие ядра и разреженные конвективные оболочки.
Доля красных гигантов среди звёзд невелика — у звёзд, которые становятся красными гигантами, эта эволюционная стадия длится не более 10 % срока их жизни, однако благодаря высокой яркости они видны с больших расстояний, и среди видимых невооружённым глазом звёзд их около 10 %. Красными гигантами являются, например, Арктур и Альдебаран.

## Эволюция
Звёзды с массой более 0,2 M⊙, в ядре которых прекратился термоядерный синтез гелия из водорода, покидают главную последовательность и переходят на ветвь субгигантов, расширяясь и охлаждаясь. На этой стадии синтез гелия идёт в слоевом источнике — оболочке вокруг инертного гелиевого ядра. Если масса звезды меньше 10 M⊙, то она начинает становиться ярче и превращается в красный гигант.
При росте энерговыделения светимость звезды должна возрастать, следовательно, должна увеличиваться либо температура фотосферы, либо её радиус. Механизм превращения звезды в красный гигант точно неизвестен, однако для него есть необходимые условия: заметное различие химического состава в ядре и в оболочках, а также рост оптической толщины фотосферы при росте температуры. Фотосфера звезды должна располагаться в области, где оптическая толщина невелика, и, если этот показатель растёт вместе с температурой, то фотосфера перемещается в области более низкой температуры.
Для звёзд с массами меньше 0,2 M⊙ эти условия не выполняются: они имеют не очень большую температуру, при которой прозрачность не увеличивается с её ростом, и они полностью конвективны и остаются химически однородными, поэтому не становятся красными гигантами. При массе звезды более 10 M⊙ она превращается в сверхгигант, так как при такой массе горение гелия в ядре звезды начинается раньше, чем звезда становится красным гигантом. По-другому идёт и её дальнейшая эволюция, звезда становится ярче и крупнее, поэтому при охлаждении и расширении наиболее массивные звёзды становятся не красными гигантами, а красными сверхгигантами.
Солнце станет красным гигантом через 7,1 миллиарда лет — в возрасте 11,6 миллиардов лет. В начале этой стадии оно будет иметь радиус в 2,3 R⊙, светимость 2,7 L⊙ и температуру поверхности около 4900 K.

### Ветвь красных гигантов
Первоначально красные гиганты относятся к ветви красных гигантов — они синтезируют гелий в слоевом источнике, а их ядро инертно и состоит из гелия, но, в отличие от субгигантов, имеют протяжённую конвективную оболочку. Существует качественное различие между звёздами ветви красных гигантов больших и малых масс: при массе звезды более 2,3 M⊙ гелиевое ядро находится в состоянии, близком к идеальному, а при меньшей массе оно оказывается вырожденным. Это различие влияет на то, как именно завершится пребывание звезды на ветви красных гигантов.
Пока звезда находится на ветви красных гигантов, её радиус, светимость и масса ядра, увеличиваются, а температура немного уменьшается. На диаграмме Герцшпрунга — Рассела звезда движется практически вертикально вверх, причём область высоких светимостей проходит довольно быстро: например, Солнцу из 600 миллионов лет, которые оно проведёт на ветви красных гигантов, понадобится около 450 миллионов лет, чтобы увеличить свою светимость до 17 L⊙. За оставшиеся 150 миллионов лет светимость Солнца увеличится до 2350 L⊙, радиус достигнет 166 R⊙, а температура уменьшится до 3100 K. Его масса будет составлять 0,72 M⊙ — основные потери массы будут происходить ближе к окончанию этой стадии. К этому моменту Солнце поглотит Меркурий.
Нахождение звезды на ветви красных гигантов прерывается началом горения гелия в ядре, которое сопровождается уменьшением размера и светимости звезды и увеличением температуры поверхности. Если ядро звезды не вырождено, что выполняется для звёзд массивнее 2,3 M⊙, гелий загорается постепенно и звезда переходит на голубую петлю. Если же масса звезды менее 2,3 M⊙, то ядро вырождено и гелий загорается взрывообразно — происходит гелиевая вспышка, и звезда быстро переходит на горизонтальную ветвь, либо на её низкотемпературную область — красное сгущение. Также, согласно некоторым моделям, существует диапазон малых масс, в котором звезда переходит на ветвь красных гигантов, но оказывается недостаточно массивной, чтобы в ней произошла гелиевая вспышка. Такие звёзды в определённый момент сбрасывают внешние оболочки и оставляют после себя гелиевый белый карлик.

### Красное сгущение
Звёзды, в ядрах которых случилась гелиевая вспышка, попадают на горизонтальную ветвь. В ней выделяется наиболее низкотемпературная область — красное сгущение, на которое попадают звёзды населения I, относительно небольшого возраста и высокой металличности. Температуры звёзд красного сгущения составляют порядка 5000 K, а спектральные классы — G8—K0, и их также относят к красным гигантам.
Звёзды красного сгущения поддерживают горение гелия в ядре, пока он не исчерпывается, после чего звезда начинает расширяться, охлаждаться и переходит на асимптотическую ветвь гигантов. Для Солнца срок нахождения на горизонтальной ветви составит около 100 миллионов лет, и за это время его внешние характеристики практически не изменятся: светимость будет составлять приблизительно 44 L⊙, радиус — 10 R⊙, температура — около 4700 K. Масса во время этой стадии также практически не уменьшится.

### Асимптотическая ветвь гигантов
Когда в ядре звезды заканчивается гелий, горение гелия продолжается в оболочке вокруг ядра, ставшего инертным и состоящим из углерода и кислорода. Звезда расширяется и охлаждается, снова становясь красным гигантом, если прекращала быть таковым. Эти процессы имеют сходство с происходящими в звёздах на ветви красных гигантов, а эволюционная стадия называется асимптотической ветвью гигантов. До неё доходят звёзды с массой не менее 0,5 M⊙.
По прошествии некоторого времени спокойной эволюции — ранней асимптотической ветви гигантов — у наиболее массивных звёзд, имеющих массы 8—10 M⊙, случается углеродная детонация, в которой начинается ядерное горение углерода и после которой они, если не взрываются как сверхновые звёзды, эволюционируют как сверхгиганты.
У менее массивных звёзд гелий в слоевом источнике сначала исчерпывается и горение гелия прекращается, но затем снова накапливается в результате горения водорода. Когда накапливается достаточно гелия, случается слоевая гелиевая вспышка. Этот процесс повторяется неоднократно, при этом радиус и светимость звезды колеблются, наблюдается сильный звёздный ветер, а в результате выноса вещества из недр звезды на поверхность она может стать углеродной звездой. Эта стадия называется стадией тепловых пульсаций.
Стадия ранней асимптотической ветви гигантов для Солнца продлится 20 миллионов лет. К её окончанию масса Солнца сократится до 0,59 M⊙, а температура — до 3150 K. Радиус увеличится приблизительно до 130 R⊙, а светимость — до 2000 L⊙. На стадии тепловых пульсаций Солнце проведёт лишь 400 тысяч лет, за это время масса Солнца сократится до 0,54 M⊙, его радиус будет колебаться в пределах 50—200 R⊙, а светимость — от 500 до 5000 L⊙. Максимальный радиус Солнца при этом составит 0,99 а.е., что больше современной орбиты Венеры, но из-за потери Солнцем массы Венера к тому моменту перейдёт на более далёкую орбиту и избежит поглощения звездой.
Время, которое звезда проводит в стадии тепловых пульсаций, ограничено массой водородной оболочки, которая постепенно уменьшается из-за сильного звёздного ветра и горения водорода в слоевом источнике. Когда водорода остаётся слишком мало, синтез гелия прекращается, оболочки из водорода и гелия начинают быстро сжиматься, а звезда покидает асимптотическую ветвь гигантов. При этом температура на поверхности звезды увеличивается, а светимость остаётся практически постоянной. Звезда и выброшенное ей вещество становятся протопланетарной туманностью, а затем — планетарной туманностью, которая со временем рассеивается, и от красного гиганта остаётся белый карлик.

## История изучения
Термин «красный гигант» появился, когда в начале XX века Эйнар Герцшпрунг обнаружил, что звёзды одних и тех же спектральных классов могут иметь различные светимости, и особенно сильно это различие в поздних спектральных классах. При этом подгруппы красных гигантов были открыты позже: к 1952 году была открыта горизонтальная ветвь, а затем асимптотическая ветвь гигантов и ветвь красных гигантов были разделены в работе Хэлтона Арпа 1955 года.
Вместе с тем развивалась и теория строения и эволюции звёзд. В 1954 году Аллан Сэндидж установил, что звёзды становятся красными гигантами после главной последовательности, после чего модели эволюции постепенно развивались и дополнялись.